# پلی‌پپتیدهای الاستینی

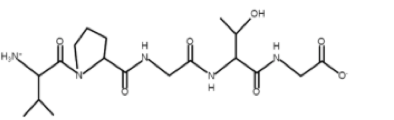
در شکل بالا یک واحد مونومر ELP نشان داده شده‌است. در اینجا X یک ترئونین است. پلیمر ELP از این واحد مونومر ساخته خواهد شد.

پلی پپتیدهای الاستینی (ELPs)، بیوپلیمرهای سنتز شده‌ای هستند که به دلیل فوایدی که می‌توانند داشته باشند مورد توجه قرار گرفته‌اند. آنها می‌توانند عملکرد کلیدی در درمان سرطان، داربست در مهندسی بافت و خالص سازی پروتئین داشته باشند. تحقیقات نشان داده که برای درمان سرطان، دستکاری ELPها از طریق اضافه کردن گروه‌هایی می‌تواند باعث شود ELP با داروهای سیتوتاکسیک (سمی برای سلول‌های زنده) در هم آمیزد. همچنین ELP می‌تواند به صورت داربستهای پلیمری که باعث بازسازی بافت می‌شود عمل کند. این قابلیت ELP خصوصاً در زمینه رشد استخوان مورد مطالعه قرار گرفته‌است. ELPها را می‌توان به گونه ای مهندسی کرد که برای تشخیص پروتئین‌ها در محلول استفاده شوند. قابلیت تصفیه پروتئین به وسیلهٔ ELP به دلیل توانایی خاصی است که این پلیمرها دارند به این صورت که در دماهای خاصی تغییرات مورفولوژیک می‌کنند. این تغییرات باعث ایجاد پیوند بین ELP با پروتئین‌های مورد نظر می‌شود و در نتیجه می‌توان این پروتئین‌ها را از بقیهٔ محلول توسط تکنیک‌هایی مثل سانتریفوژ جدا کرد.
ساختار کلی پلیمر ELP به صورت VPGXG)n) است که واحد مونومری آن Val-Prp-Gly-X-Gly می‌باشد و X نشان دهنده یک متغیر اسید آمینه است که باعث تغییراتی در ویژگی‌های ELP مثل دمای گذار (Tt) می‌شود. آب دوست بودن یا آب گریزی و باردار یا بی بار بودن X نیز نقش زیادی در تعیین دمای گذار دارد. همچنین قابلیت انحلال پذیری X می‌تواند روی دمای گذار اثر داشته باشد. n نشان دهنده تعداد واحدهای مونومر است که پلیمر را می‌سازند. به‌طور کلی این پلیمرها زیر دمای Tt خطی هستند اما در دماهای بالاتر از آن به شکل تودهای کروی جمع می‌شوند.

## ساختار
ELPها در محیط آزمایشگاهی اصلاح و مهندسی می‌شوند اما با این حال از نظر خصوصیات ساختاری به پروتئین‌های ذاتاً نامنظم (IDP) که به صورت طبیعی در بدن وجود دارند (مثل تروپوالاستین که ELP نام خود را از آن می‌گیرد)، شبیه هستند. ترتیب تکرار موجود در بیوپلیمر به هر ELP یک ساختار متمایز می‌دهد و همچنین روی دمای بحرانی پایین محلول (LCST)، که معمولاً به آن Tt گفته می‌شود تأثیر دارد. در این دما ELP از حالت خطی و نسبتاً بی نظم به حالتی متراکم و در بخش‌هایی منظم تبدیل می‌شود. اگرچه Tt به صورت یک دمای خاص گزارش می‌شود اما تغییرات ELP معمولاً در محدوده دمایی حدود دو درجه سانتی گراد (دو درجه بالاتر یا پایین‌تر از دمای گزارش شده) اتفاق می‌افتد. همچنین Tt با اضافه کردن پروتئین‌هایی خاص به ELPهای آزاد تغییر پیدا می‌کند.

### تروپوالاستین

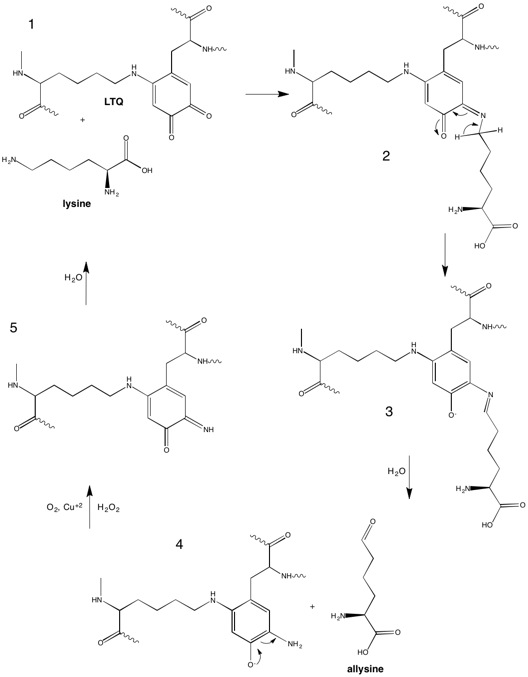
این تصویر مکانیسم اتصال عرضی لیزین به تروپوالاستین را نمایش می‌دهد. ابتدا بعضی از لیزین‌ها به آلیسین تبدیل می‌شوند سپس بین لیزین و آلیسین پیوند برقرار می‌شود. این پیوند باعث تشکیل الاستین در ماتریکس خارج سلولی می‌شود.

تروپوالاستین یک پروتئین با اندازه 72kDa است که از طریق اتصال عرضی، الاستین را در ماتریکس خارج سلولی تشکیل می‌دهد. فرایند اتصال عرضی به واسطه اکسیداز لیسیل اتفاق می‌افتد. یکی از دلایل عمده ای که الاستین می‌تواند میزان بالای استرس در بدن بدون تغییر شکل فیزیکی تحمل کند این است که تروپوالاستین شامل بخش‌هایی به شدت آبگریز است. این بخش‌های آبگریز که شامل مقادیر زیادی آلانین، پرولین، گلیسین و والین هستند تمایل به بی‌ثباتی و بی نظمی دارند و در نتیجه باعث می‌شوند الاستین در شکل خاصی باقی نماند. ELP با واحدهای مونومری Val-Pro-Gly-X-Gly، به بخش‌های آب گریز تروپوالاستین شبیه است و در نتیجه در دماهای کمتر از دمای گذار بسیار بی نظم است. حتی در دماهای بالاتر از دمای گذار (در حالت توده ای)، فقط بخشی از ELP منظم است. این به دلیل وجود مقادیر بسیار زیاد اسید آمینه‌های پرولین و گلیسین در ELP است. گلیسین به دلیل نداشتن یک زنجیره جانبی بزرگ باعث می‌شود بیوپلیمر انعطاف‌پذیر باشد و پرولین مانع از تشکیل پیوند هیدروژنی پایدار در ستون ELP می‌شود.